# Альфонс Егерс
Альфонс Егерс (латис. Alfons Jēgers; нар. 9 грудня 1919, Рига, Латвія — пом. 11 червня 1998, Рига, Латвія) — латвійський і радянський спортсмен. Заслужений майстер спорту СРСР.

## Біографія
На початку футбольної кар'єри виступав за команду «Олімпія» (Лієпая). 18 липня 1940 року провів матч у складі національної збірної. У Таллінні поступилися збірній Естонії з рахунком 1:2. У господарів поля відзначився двома голами Ріхард Куремаа. Це була остання гра для обох збірних у дорадянський період.
Під час війни, німецька влада засадила Егерса до концентраційного табору «Штуттгоф» поблизу Данцига.
У повоєнний час захищав кольори ризьких клубів «Динамо» і «Даугава». В елітному дивізіоні радянського футболу, за чотири сезони, провів 109 ігор (20 забитих м'ячів). Всього в чемпіонаті СРСР — 202 матчі, 62 голи.
Єдиний латвійський футболіст, який отримав почесне звання «Заслужений майстер спорту СРСР» (1951).
За хокейні команди виступав до 1957 року. В сезоні 1949/50 увійшов до списку найрезультативніших гравців ліги — 23 голи. Найвище досягнення — четверте місце (1947, 1948).
У 1954—1956 роках очолював футбольну команду «Трудові резерви» (Рига).
В 70-х роках працював у хокейному «Динамо» начальником команди. Був одним з ініціаторів запрошення до Латвії Віктора Тихонова, під керівництвом якого клуб повернувся до елітної ліги радянського хокею.

## Статистика
Футбольна статистика:
| Сезон  | Команда         | Чемпіонат | Чемпіонат | Чемпіонат | Кубок | Кубок |
| Сезон  | Команда         | Ліга      | Ігри      | Голи      | Ігри  | Голи  |
| ------ | --------------- | --------- | --------- | --------- | ----- | ----- |
| 1946   | «Динамо» (Рига) | Д-3       | 19        | 14        |       |       |
| 1947   | «Динамо» (Рига) | Д-2       | 28        | 13        |       |       |
| 1948   | «Динамо» (Рига) | Д-2       | 28        | 11        |       |       |
| 1949   | «Даугава»       | Д-1       | 33        | 3         |       |       |
| 1950   | «Даугава»       | Д-1       | 36        | 8         | 2     | 0     |
| 1951   | «Даугава»       | Д-1       | 28        | 9         | 3     | 1     |
| 1952   | «Даугава»       | Д-1       | 12        | 0         | 2     | 1     |
| 1953   | «Даугава»       | Д-2       | 18        | 4         | 6     | 3     |
| Всього | Всього          | Всього    | 202       | 62        | 13    | 5     |

Хокейна статистика:
| Сезон   | Команда         | Чемпіонат | Чемпіонат | Чемпіонат | Кубок | Кубок |
| Сезон   | Команда         | Ліга      | Ігри      | Голи      | Ігри  | Голи  |
| ------- | --------------- | --------- | --------- | --------- | ----- | ----- |
| 1946/47 | «Динамо» (Рига) | Д-1       |           | 2         | —     | —     |
| 1947/48 | «Динамо» (Рига) | Д-1       |           | 4         | —     | —     |
| 1948/49 | «Динамо» (Рига) | Д-1       |           | 2         | —     | —     |
| 1949/50 | «Даугава»       | Д-1       |           | 23        | —     | —     |
| 1950/51 | «Даугава»       | Д-1       |           | 5         |       | 4     |
| 1951/52 | «Даугава»       | Д-1       |           | 2         |       |       |
| 1952/53 | «Даугава»       | Д-1       |           | 2         |       |       |
| 1953/54 | «Даугава»       | Д-1       | 16        | 4         |       |       |
| 1954/55 | «Даугава»       | Д-1       |           | 3         |       |       |
| 1955/56 | «Даугава»       | Д-1       |           | 4         |       |       |
| 1956/57 | «Даугава»       | Д-1       |           | 0         | —     | —     |
| Всього  | Всього          | Всього    |           | 51        |       |       |